# Gerhard Steiner (Psychologe)
Gerhard Steiner (* 24. Dezember 1937 in Basel) ist ein Schweizer Psychologe.
Steiner absolvierte von 1948 bis 1958 das Mathematisch-Naturwissenschaftlichen Gymnasium und das Lehrerseminar in Basel. Er war als Lehrer tätig und studierte Psychologie, Philosophie und Kunstgeschichte an der Universität Basel, wo er 1971 auch promovierte. 1978 habilitierte er sich an der Universität Bern. Von 1978, als er die Nachfolge von Hans Kunz antrat, bis am 30. September 2003 war er ordentlicher Professor für Psychologie an der Universität Basel.

## Schriften (Auswahl)
- Mathematische Früherziehung als Denkerziehung: Eine psychologische Untersuchung über die Rolle des Denkens in der mathematischen Früherziehung. Klett, Stuttgart 1973, ISBN 3-12-927250-X (= Dissertation, Universität Basel, 1971).
- (mit Hans Aebli) Probleme der Schulpraxis und die Erziehungswissenschaften: Leistung, Kreativität, Hausaufgaben, Disziplin, soziales Lernen, Gastarbeiterkinder (= Lehrerbildung von morgen. Bd. 1). Klett, Stuttgart 1975, ISBN 3-12-920260-9.
- (mit Hans Aebli und Leo Montada) Erkennen, Lernen, Wachsen: Zur pädagogischen Motivationstheorie, zur Lernpsychologie und zur kognitiven Entwicklung (= Lehrerbildung von morgen. Bd. 2). Klett, Stuttgart 1975, ISBN 3-12-920270-6.
- (mit Urs K. Hedinger und August Flammer) Sprache, soziales Verhalten, Methoden der Forschung: Zum aktuellen Forschungsstand der Sprachpsychologie und der pädagogischen Soziologie, mit einer Einführung in die Statistik und Methodologie der erziehungswissenschaftlichen Forschung (= Lehrerbildung von morgen. Bd. 3). Klett, Stuttgart 1975, ISBN 3-12-920280-3.
- (Hrsg.) Piaget und die Folgen: Entwicklungspsychologie, Denkpsychologie, genetische Psychologie (= Die Psychologie des 20. Jahrhunderts. Bd. 7). Kindler, Zürich 1978, ISBN 3-463-19010-9.
- Visuelle Vorstellungen beim Lösen von elementaren Problemen: Über die Wirkung visueller Vorstellungen und ihr Verhältnis zum visuellen Wahrnehmen. Klett-Cotta, Stuttgart 1980, ISBN 3-12-928020-0 (= Habilitationsschrift, Universität Bern, 1977).
- Lernen: 20 Szenarien aus dem Alltag. Huber, Bern/Stuttgart/Toronto 1988, ISBN 3-456-81559-X. 4. Auflage. Huber, Bern 2007, ISBN 978-3-456-84402-2.
- Der Kick zum effizienten Lernen: Erfolgreich und nachhaltig ausbilden dank lernpsychologischer Kompetenz, vermittelt an 30 Beispielen (= Berufsbildungsforschung Schweiz. Bd. 6). hep, Bern 2007, ISBN 978-3-03905-346-9.